# México nos Jogos Paralímpicos
O México participou pela primeira vez dos Jogos Paralímpicos em 1972, e enviou atletas para competirem em todos os Jogos Paralímpicos de Verão desde então. Em relação aos Jogos Paralímpicos de Inverno a primeira participação do México foi em 2006 e participou de todas as edições desde então.